# Atjehoorlog
De Atjehoorlog (1873-1904) was een koloniale oorlog die het Koninkrijk der Nederlanden voerde met het aanvankelijk oogmerk om de zeevaart door Straat Malakka te beveiligen tegen zeeroverij uit Atjeh. Omdat de sultan en het overgrote deel der Atjehers weigerden zich aan de Nederlanders te onderwerpen werd het doel het eeuwenlang bestaande onafhankelijke sultanaat Atjeh net als de andere buitengewesten van Nederlands-Indië onder Nederlands koloniaal gezag te brengen en te houden.

## Aanleiding
De aanleiding tot de Atjehoorlog lag in de uitwerking van het Sumatra-traktaat van 1824, waarin Nederland zich verplichtte reizigers langs Sumatra een veilige vaart te verzekeren, maar zich tevens verplicht had de vrije staat Atjeh te respecteren. Toen in 1869 het Suezkanaal werd geopend, verlegden de scheepvaartroutes zich van Straat Soenda naar de Straat van Malakka. Onmiddellijk nam de zeeroof vanuit Atjeh toe. De Britten vonden dat Nederland tekortschoot in de bestrijding daarvan. In 1871 werd daarom tussen het Verenigd Koninkrijk en Nederland een nieuw Sumatra-verdrag gesloten, dat Nederland de vrije hand gaf in Atjeh. Het sultanaat was rijk aan landbouwgronden waar voor export peper werd verbouwd. 
In totaal vielen er in Atjeh in de koloniale tijd volgens een schatting van onderzoeker Paul van 't Veer, als gevolg van het optreden tegen opstanden meer dan 100.000 doden en een half miljoen gewonden. Een latere schatting van de Australische historicus Adrian Vickers komt op 50.000 à 60.000 doden. Aan Nederlandse kant sneuvelden circa 2.000 Europese en inheemse militairen en bezweken er nog eens ruim 10.000 aan ziektes als cholera, buiktyfus en beriberi. Van de Indonesische dwangarbeiders in Nederlandse dienst kwamen er naar schatting 25.000 om.

## Afloop
Helemaal rustig werd het nooit in Atjeh. Van tijd tot tijd flakkerde het vuur van het verzet weer op. Europeanen waren het doelwit van aanslagen en in de jaren 1920-1930 kwam het tot lokale opstanden van flinke omvang. Toen in 1942 de Japanse landing voor de deur stond kwamen de Atjehers meteen in opstand en werden de Nederlanders -deze keer voorgoed- uit Atjeh verdreven. De Atjehers stellen dat zij zich nooit hebben overgegeven en houden het einde van hun oorlog met Nederland op 1942.
Ter herinnering aan de gesneuvelden bij de indertijd zo genoemde pacificatie van Atjeh werden diverse monumenten opgericht, waaronder het Atjehmonument in het Wilhelminapark in Batavia, geplaatst in 1898. 
Nederland heeft Atjeh langer bestreden dan bestuurd: na 40 jaar oorlog was er 28 jaar koloniale controle, dat wil zeggen tot het uitbreken van de Tweede Wereldoorlog in Europa.

## De oorlog in tijdvakken
| Atjehoorlog |
|             |

Eerste expeditie naar Atjeh (1873)
Op 26 maart 1873 stuurde gouvernementscommissaris Nieuwenhuijzen, mede namens gouverneur-generaal Loudon, een oorlogsmanifest gericht aan sultan Aladin Mahmoed Shah, de machthebber over Atjeh. Op het Nederlandse ultimatum kwam niet de gewenste reactie. Op 8 april 1873 landde daarop een Nederlandse expeditielegermacht, onder leiding van opperbevelhebber generaal-majoor Johan Harmen Rudolf Köhler, op de kust van Atjeh. Daar begon Köhler met zijn manschappen een moeizame opmars naar de Kraton, het paleis van de sultan. De Atjehers bleken beter bewapend te zijn en een beter moreel te hebben dan de Nederlanders hadden verwacht. De manschappen van Köhler werden tijdens hun opmars voortdurend aangevallen, ook 's nachts. Het terrein werd niet door de Nederlanders verkend en de militaire staf had geen antwoord op de gevechtstaktiek van de strijders van de Sultan van Atjeh, zij voerden een ware guerrilla-oorlog. De mesigit (moskee) bij de hoofdstad werd veroverd, weer prijsgegeven en opnieuw veroverd. Bij de tweede verovering, op 14 april 1873, sneuvelde Köhler door een kogel in de borst. Zijn opvolger was kolonel E.C. van Daalen, die enkele dagen later, na overleg met de staf van de expeditie, besloot dat verder vechten zinloos was. De expeditie werd gestaakt en de overgebleven manschappen keerden 25 april 1873 vervroegd terug naar Java.
Tweede expeditie naar Atjeh (1873-1874)
Gedurende de Tweede expeditie, onder leiding van generaal Van Swieten, werd de kraton veroverd, waarop de expeditie en de oorlog als beëindigd werd beschouwd en Atjeh als overwonnen. Er werd een kleine bezettingsmacht achtergelaten ter verdediging van het veroverde en om op vreedzame wijze toenadering te zoeken tot de bevolking.
Atjehoorlog (periode 1874-1876)
De tijd na de tweede expeditie, van april 1874 tot februari 1876, toen Pel, de opvolger van Van Swieten, plots overleed. De eerste periode kenmerkte zich door een afwachtende houding, maar door omstandigheden gedwongen, ging men aan het einde van 1874 weer offensief te werk.
Atjehoorlog (periode 1876-1877)
De periode tussen het overlijden van Pel en de komst van kolonel Van der Heijden. Gedurende deze periode werd onder de generaals Wiggers van Kerchem en Diemont een afwachtende houding aangenomen.Het stelsel van generaal van Swieten werd strikt gevolgd.
Atjehoorlog (periode 1877-1881)
In deze periode werd onder kolonel (later generaal) Van der Heijden weer offensief opgetreden. De afwachtende houding van de periode ervoor had niet het gewenste resultaat opgeleverd, overvallen en onveiligheid namen steeds grotere vormen aan. Van der Heijden organiseerde veldtochten naar alle hoeken van Atjeh. In 1881 beschouwde het bestuur het land als onderworpen.
Atjehoorlog (periode van het civiele bestuur 1881-1883)
In het tijdvak werd het militaire bestuur vervangen door een civiel bestuur onder Pruijs van der Hoeven, die de 'geconcentreerde linie' invoerde. Het koloniale leger werd gekazerneerd in zestien vestingen ('bentengs') die onderling waren verbonden door een stoomtramlijn, Atjeh Tram genoemd. Dit stelsel was tot in 1893 in gebruik. De tramweg was een uitgelezen doelwit voor Atjehse strijders. Onder het bewind van Pruijs nam de onrust weer toe. Hij wilde de militaire invloed tot een minimum terugdringen en stelde politieagenten aan om de vrede te bewaren. Pruijs zocht toenadering tot de bevolking, die daar echter niet op gesteld was. Het aantal overvallen en moordpartijen op Europeanen nam weer toe. Ten slotte werd de gouverneur door de regering gedwongen af te treden.
Atjehoorlog (voortzetting van de afwachtende politiek 1883-1891)
De zaken liepen in deze periode steeds verder uit de hand en de civiele gouverneur, Laging Tobias, trad ten slotte af omdat hij een militair gouverneur noodzakelijk achtte (1884). Van 1884 tot 1886, onder generaal Demmeni, gingen de zaken steeds verder achteruit, vanuit Nederlands perspectief. In 1883 was de openlijke oorlog weer opgewaaid, nadat het Britse schip Nisero strandde op Atjeh, in een gebied buiten de Nederlandse controlezônes. Een lokale leider gijzelde de bemanning, en vroeg aan zowel de Britse als de Nederlandse regering om losgeld. Nederland moest toegeven dat Atjeh nog niet onder controle was, waarop een gezamenlijke Brits-Nederlandse expeditie werd georganiseerd. Een rivaliserende lokale leider, Teukoe Oemar, werd om steun gevraagd, maar deze weigerde. Uiteindelijk beval de sultan van Atjeh vrijlating van de gegijzelden, waarvoor hij veel geld van de Britten ontving, dat hij meteen voor zijn leger gebruikte. Generaal van Teijn volgde Demmeni op, maar de toestand bleef achteruit gaan. In deze periode was er in het Indisch leger in Atjeh sprake van bijna honderd Europese overlopers die zich tot de islam bekeerden en de kant van Atjeh kozen. Geconfronteerd met een goed bewapende Atjehse oppositie moest Nederland wel weer openlijk de strijd aangaan, hoewel het volgens de officiële lijn slechts om politionele acties ging, en niet om militaire. Atjeh was immers formeel al, in februari 1874, door generaal van Swieten geannexeerd. Teukoe Oemar en andere lokale leiders werden omgekocht met opium en geld, en ontvingen wapens in ruil voor toezegging van steun aan Nederland. Oemar verkreeg de titel panglima prang besar (opperste strijdheer van de regering) van Batavia, en nam een Nederlandse naam aan: hij noemde zichzelf nu Teuku Djohan Pahlawan (Johan de dappere). Op 1 januari 1894 verkreeg Oemar officieel toestemming een leger op te zetten. Twee jaar later echter viel hij daarmee de Nederlanders aan, nadat hij zich weer aan Atjehse zijde had geschaard. Dit werd in Nederland bekend als Het 'Verraad van Teukoe Oemar'. Veel Nederlandse militairen verloren het leven bij deze aanval. De gebeurtenis betekende het ontslag van generaal Deykerhoff, die inmiddels Van Teijn was opgevolgd.

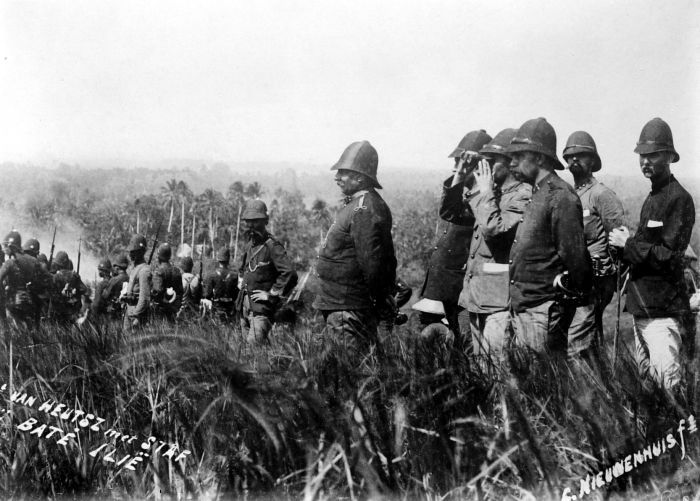
Generaal Van Heutsz observeert de bestorming van Baté Ilië (Noord-Atjeh) op 3 februari 1901

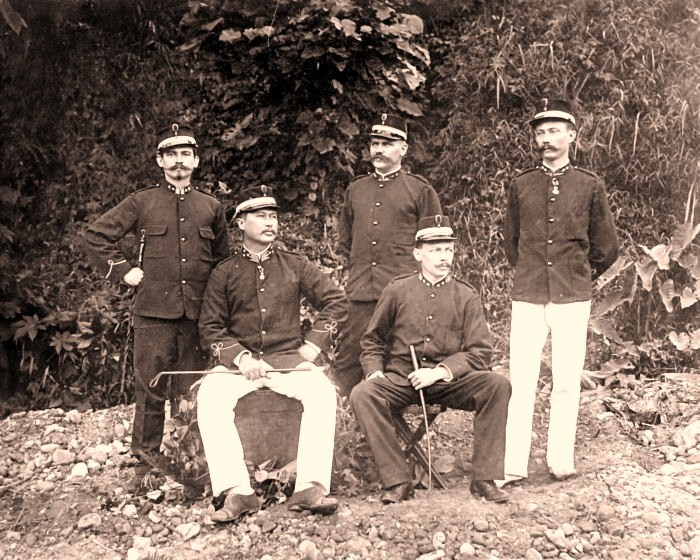
Luitenant-kolonel Van Daalen met officieren tijdens de tocht door de Gajo- en Alaslanden

Atjehoorlog (periode 1896-1901)
In deze periode werd, na het bloedbad van 1896, onder leiding van commandant van het Nederlands Indisch leger Vetter weer offensief opgetreden. Vetter werd een jaar later opgevolgd door Van Heutsz, die de offensieve lijn doorzette. Van Heutsz werkte samen met de onderzoeker Christiaan Snouck Hurgronje die een diepgravende studie had gemaakt van Atjeh en zijn bevolking. Snouck Hurgronje was een arabist die groot aanzien genoot in Atjeh, mede door het feit dat hij moslim was (althans daar gaf hij zich voor uit) en een pelgrimstocht naar Mekka had gemaakt, wat zijn aanzien verder vergrootte. Snouck Hurgronjes rol is tot op de dag van vandaag onduidelijk, maar gelet op het feit dat een deel van zijn onderzoek gedurende lange tijd staatsgeheim was, kan men aannemen dat Snouck Hurgronje een uiterst effectief spion was. Hij kwam tot de conclusie dat er drie soorten machthebbers waren in de Atjehse maatschappij: de sultans, de landheren (oeleëebalang) en de religieuze leiders (oelemas). Hij adviseerde om geweld te gebruiken tegen de oelemas. De macht van de sultan stelde volgens hem feitelijk niets voor en de landadel, zoals Teukoe Oemar, diende door middel van omkoping of chantage tot bondgenoot van de Nederlandse machthebbers gemaakt te worden. Snouck Hurgronje zag echter over het hoofd dat het nationalisme inmiddels vaste voet in Atjeh had gekregen en dat de verdeel-en-heerspolitiek op den duur niet meer zou werken. Van Heutsz ontwikkelde de zogenaamde marechaussee-tactiek verder; oorlogsvoering met kleine goed bewapende mobiele eenheden van voornamelijk Menadonese en later Ambonese en Javaanse soldaten onder leiding van Europese officieren. In 1903 verklaarde Van Heutsz, die in 1898 gouverneur van Atjeh was geworden, dat de oorlog was gewonnen. Aanleiding was de plechtige overgave van sultan Mohammed Daoed aan Van Heutsz, met op de achtergrond een bijna levensgroot staatsieportret van Koningin Wilhelmina.
Atjehoorlog onder Van Daalen (periode 1905-1908)
Dit was de periode, waarin luitenant-kolonel van Daalen het bewind voerde te Atjeh. In deze jaren werden de resterende kernen van gewapend verzet een voor een uitgeschakeld. Mede door de uitvoerige beschrijving en fotomateriaal kwamen enkele aanvallen en het bloederige karakter ervan in de bekendheid, zoals het Bloedbad van Kuta Reh. Het laatste gevecht vond plaats in 1914. Daarmee leek de weerstand gebroken en dat jaar werd daarom wel beschouwd als het feitelijke einde van de Atjehoorlog.

## Nederlandse bevelhebbers
De oorlog in Atjeh is, naargelang de politieke staatkunde, in te delen in verschillende tijdvakken. Onderstaand een overzicht van de verschillende bevelhebbers met daarachter de diverse tijdvakken:
| Periode     | Foto | Naam bevelhebber | Functie                                                   | Zie ook                                        |
| ----------- | ---- | --- | --------------------------------------------------------- | ---------------------------------------------- |
| 1824 - 1873 |      | Aanleiding tot de Atjehoorlog                                                                                          |                                                           | Aanleiding tot de Atjehoorlog                  |
| 1873 - 1873 |      | Johan Harmen Rudolf Köhler                                                                                             | opperbevelhebber                                          | Eerste expeditie naar Atjeh                    |
| 1873 - 1874 |      | Jan van Swieten, Gustave Verspyck                                                                                      | opperbevelhebbers                                         | Tweede expeditie naar Atjeh                    |
| 1874 - 1876 |      | Johannes Ludovicius Jakobus Hubertus Pel                                                                               | opperbevelhebber                                          | Atjehoorlog onder leiding van kolonel Pel      |
| 1876 - 1876 |      | Gerardus Wiggers van Kerchem                                                                                           | opperbevelhebber                                          | Atjehoorlog onder generaal Wiggers van Kerchem |
| 1876 - 1877 |      | August Diemont | opperbevelhebber                                          | Atjehoorlog onder generaal Diemont             |
| 1877 - 1881 |      | Karel van der Heijden                                                                                                  | civiel en militair gouverneur                             | Atjehoorlog onder generaal van der Heijden     |
| 1881 - 1883 |      | Abraham Pruijs van der Hoeven                                                                                          | civiel gouverneur                                         | Atjehoorlog onder Pruijs van der Hoeven        |
| 1883 - 1884 |      | Philip Franz Laging Tobias                                                                                             | civiel gouverneur                                         | Atjehoorlog onder Laging Tobias                |
| 1884 - 1886 |      | Henry Demmeni | militair en civiel gouverneur                             | Atjehoorlog onder Demmeni                      |
| 1886 - 1891 |      | Henri Karel Frederik van Teijn                                                                                         | militair en civiel gouverneur                             | Atjehoorlog onder Van Teijn                    |
| 1891 - 1896 |      | Christoffel Deykerhoff                                                                                                 | militair en civiel gouverneur                             | Atjehoorlog onder Deykerhoff                   |
| 1896 - 1897 |      | tijdelijk Johannes Wouter Stemfoort, feitelijk Jacobus Augustinus Vetter; Jan Jacob Karel de Moulin vier dagen in 1896 | militair commandant en K.F.H.van Langen civiel bestuurder | Atjehoorlog onder Stemfoort                    |
| 1897 - 1904 |      | Joannes Benedictus van Heutsz                                                                                          | militair en civiel gouverneur                             | Atjehoorlog onder Van Heutsz                   |
| 1904 - 1905 |      | Johan Cornelis van der Wijck                                                                                           | militair en civiel gouverneur                             | Atjehoorlog onder Van der Wijck                |
| 1905 - 1908 |      | Gotfried Coenraad Ernst van Daalen                                                                                     | militair en civiel gouverneur                             | Atjehoorlog onder Van Daalen                   |
| 1908 - 1918 |      | Henri Nicolas Alfred Swart                                                                                             | militair en civiel gouverneur                             |                                                |